# Sergey Pomoshnikov
Sergey Pomoshnikov (en russe : Сергей Помошников, Sergueï Pomochnikov) né le 17 juillet 1990 à Kouïbychev, est un coureur cycliste russe.

## Palmarès
- 2011
  - 3e et 4e (contre-la-montre) étapes de l'Udmurt Republic Stage Race
  - 11e étape de la Friendship People North-Caucasus Stage Race
- 2012
  - Grand Prix des Marbriers
  - 6e étape du Tour de l'Avenir
  - 1rea étape du Tour de Bulgarie
  - 6e du Tour de l'Avenir
- 2015
  - 3e étape du Tour de Serbie
  - 2e du Tour de Serbie

## Classements mondiaux
| Année           | 2012 | 2013 | 2014 | 2015 |
| --------------- | ---- | ---- | ---- | ---- |
| UCI Europe Tour | 163e | 533e | 707e | 223e |